# Oonopinus pilulus
Oonopinus pilulus är en spindelart som beskrevs av Theodore W. Suman 1965. Oonopinus pilulus ingår i släktet Oonopinus och familjen dansspindlar. Inga underarter finns listade i Catalogue of Life.